# Écluses de Seend

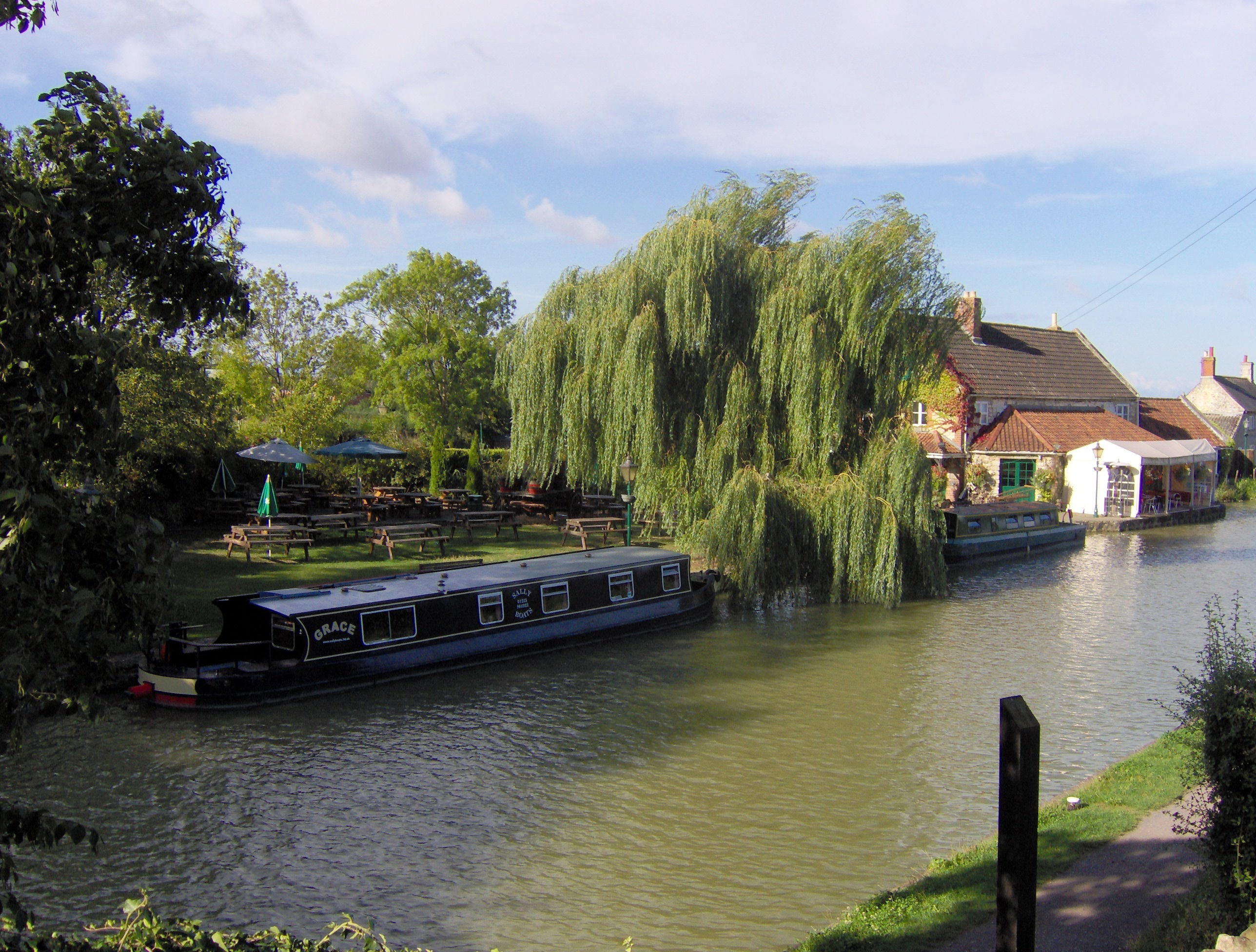
L'auberge de la barge (Barge Inn) à Seend Cleeve

Les écluses de Seend sont des écluses situées à Seend Cleeve, dans le Wiltshire sur le canal Kennet et Avon, en Angleterre.
Les cinq écluses ont été construites entre 1718 et 1723 sous la supervision de l'ingénieur John Hore de Newbury. Elles permettent de franchir un dénivelé de 11,68 m (38 pi 4ins).
Pendant le XIXe siècle, il y avait plusieurs quais à Seend principalement destinés aux Iron Works Seend mais ceux-ci ont été désaffectés depuis de nombreuses années. Les cinq écluses de Cleeve Seend sont numérotées 17 à 21. L’auberge de la barge (The Barge Inn) est situé à côté du pont du quai de Seend, entre les écluses 18 et 19.
Une pompe de relevage a été installée afin de garantir qu'il y ait de l'eau pour remplir les écluses, son exutoire se trouve sur un pont routier au-dessus de l'écluse amont.